# Resnik (inslagkrater)
Resnik is een inslagkrater op de achterkant van de maan. De krater ligt binnen in de grote Apollo-krater, een dubbelgeringde krater, gevuld met basaltlava. Resnik ligt op de noordelijke rand in het donker gedeelte van het oppervlak en ten zuidwesten van de kleinere krater McAuliffe.
De krater is rond en komvormig met bovenop de rand een kleinere komvormige krater met een hoger albedo dan Resnik. Een kleine, gedeeltelijk gevulde krater hangt vast aan de zuidelijke rand en ten oosten van de zuidelijke rand grenst hij gedeeltelijk aan een andere gevulde krater.
De naam van de krater werd goedgekeurd door de IAU in 1988 ter ere van de Amerikaanse astronaute Judith Resnik, die omkwam bij een ongeval met de spaceshuttle Challenger tijdens de STS-51-L-missie op 28 januari 1986. De krater heette als satellietkrater van Borman voorheen Borman X.

## Maanatlassen
- Charles J. Byrne: The Far Side of the Moon, a photographic guide.
- Ben Bussey, Paul Spudis: The Clementine Atlas of the Moon, revised and updated edition.